# Jozef Spruyt
Jozef Spruyt, també escrit Joseph Spruyt (Viersel, Zandhoven, 25 de febrer de 1943) és un ciclista belga, ja retirat, que fou professional entre 1965 i 1976. Durant la seva carrera esportiva destaquen tres victòries d'etapa al Tour de França, el 1969, 1970 i 1974. En l'edició del Tour de 1967 vestí el mallot groc durant una etapa.

## Palmarès
- 1963
  - 1r a la Kattekoers
- 1964
  - Vencedor d'una etapa de la Cursa de la Pau
  - Vencedor d'una etapa del Tour de l'Avenir
- 1965
  - 1r a la Druivenkoers Overijse
- 1966
  - 1r al Scheldeprijs Vlaanderen
  - Vencedor d'una etapa de la París-Niça
- 1969
  - Vencedor d'una etapa del Tour de França
- 1970
  - Vencedor d'una etapa del Tour de França
- 1971
  - 1r a la Fletxa brabançona
- 1974
  - Vencedor d'una etapa del Tour de França

## Resultats al Tour de França
- 1966. Abandona (16a etapa)
- 1967. 47è de la classificació general. Porta el mallot groc durant 1 etapa
- 1969. 28è de la classificació general. Vencedor d'una etapa
- 1970. 46è de la classificació general. Vencedor d'una etapa
- 1971. 44è de la classificació general
- 1972. Abandona (10a etapa)
- 1974. 50è de la classificació general. Vencedor d'una etapa
- 1975. Abandona (22a etapa)

### Resultats a la Volta a Espanya
- 1965. 37è de la classificació general
- 1967. 52è de la classificació general
- 1968. 10è de la classificació general
- 1973. 49è de la classificació general

### Resultats al Giro d'Itàlia
- 1968. 48è de la classificació general
- 1970. 54è de la classificació general
- 1972. 46è de la classificació general
- 1973. 42è de la classificació general